# Konrad Wolf

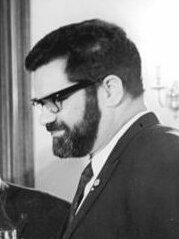
Konrad Wolf, 1970.

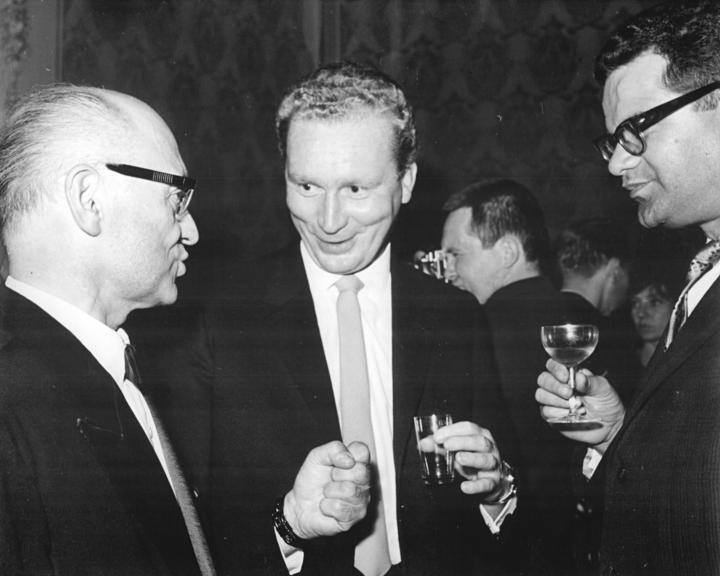
Konrad Wolf (rechts) mit Jurypräsident Antonín Martin Brousil (links) und Frank Beyer beim Filmfestival Karlovy Vary 1964

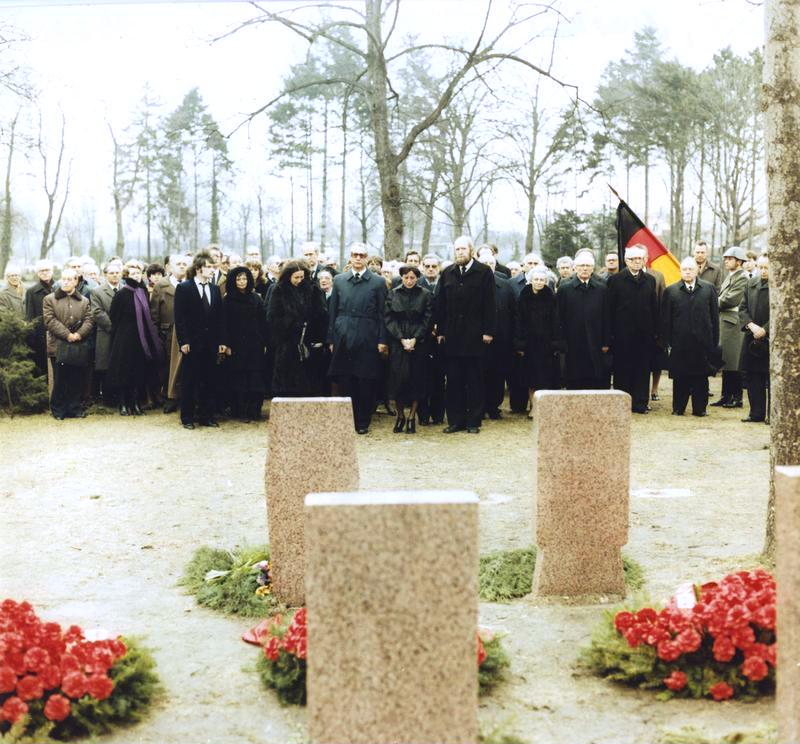
Beisetzung von Konrad Wolf am 12. März 1982 – unter den Trauergästen sein Bruder Markus (1. Reihe mittig, mit Sonnenbrille) sowie u. a. Erich Mielke (2. Reihe, 2. v. r.) und Erich Honecker (2. Reihe, 4. v. r.).

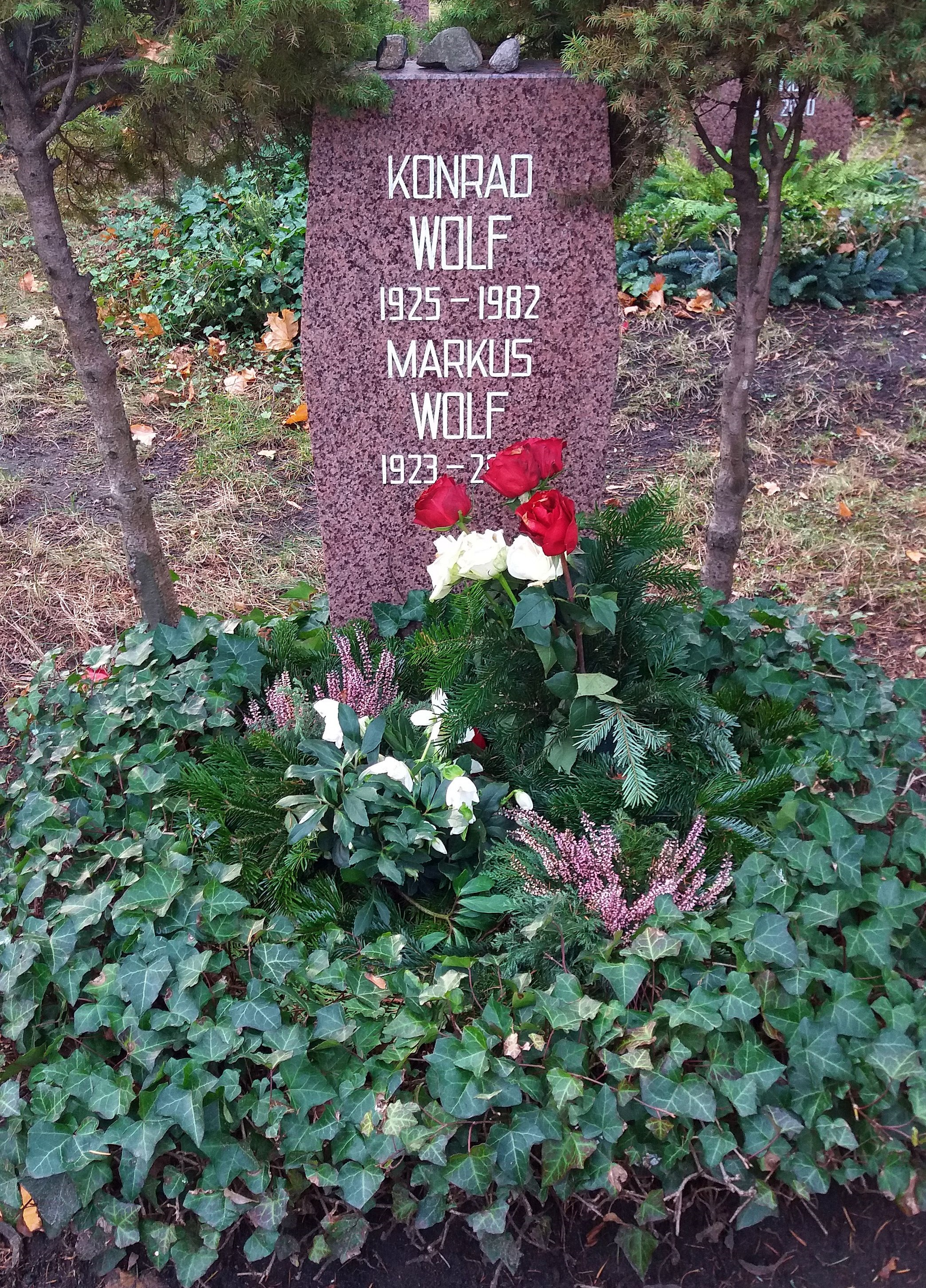
Grab von Konrad und Markus Wolf auf dem Zentralfriedhof Friedrichsfelde in Berlin

Konrad Wolf (* 20. Oktober 1925 in Hechingen, Hohenzollernsche Lande; † 7. März 1982 in Ost-Berlin) war ein deutscher Filmregisseur. Durch Filme wie Der geteilte Himmel, Ich war neunzehn und Solo Sunny galt er als einer der wichtigsten Regisseure in der DDR.

## Leben
Konrad Wolf ist der zweite Sohn des Arztes und Schriftstellers Friedrich Wolf mit seiner Frau Else Wolf, geborene Dreibholz. Sein älterer Bruder ist Markus Wolf, der langjährige Chef des Auslandsgeheimdienstes der DDR. Nach der Machtergreifung der Nationalsozialisten 1933 emigrierte die Familie zunächst nach Frankreich und von dort aus später nach Moskau. Er besuchte dort die deutsche Karl-Liebknecht-Schule und erwarb die sowjetische Staatsbürgerschaft. Schon in dieser Zeit kam Konrad Wolf intensiv mit dem sowjetischen Film in Berührung. Als Zehnjähriger spielte er 1936 eine Nebenrolle in dem Exilfilm Borzy (Kämpfer) des Regisseurs Gustav von Wangenheim.
Mit siebzehn trat er in die Rote Armee ein und gehörte 1945 als Neunzehnjähriger zu den Truppen, die Berlin einnahmen. Für kurze Zeit war er im April 1945 der erste sowjetische Stadtkommandant von Bernau bei Berlin. Von 1945 bis 1947 war er unter anderem für die SMAD (Sowjetische Militäradministration) in Wittenberg und Halle (Saale) für die darstellende Kunst zuständig. Von 1949 bis 1954 studierte er an der 1919 gegründeten Moskauer Filmhochschule.
Danach arbeitete er als Regisseur bei der DEFA, wo er vor allem anspruchsvolle und kritische Gegenwartsfilme drehte. Seine Kriegserlebnisse beschrieb er später in dem Film Ich war neunzehn (1968). Das Verhältnis zwischen Deutschen und Russen beschäftigte ihn zeit seines Lebens. In seinem Spätwerk werden auch immer mehr kritische Töne gegen die Beeinflussung der Kunst durch Obrigkeiten laut – etwa in seinem Goya-Epos oder in dem leisen Film Der nackte Mann auf dem Sportplatz. Sein Spielfilm Solo Sunny, den er gemeinsam mit seinem langjährigen Drehbuchautor Wolfgang Kohlhaase inszenierte, zeigt das Leben einer Außenseiterin der DDR-Gesellschaft im Prenzlauer Berg in Berlin.
Zuletzt arbeitete er als Künstlerischer Leiter an einem 6-teiligen Dokumentarfilm-Projekt Busch singt, das anhand der Biografie des kommunistischen Schauspielers und Sängers Ernst Busch einen Querschnitt durch die politische und künstlerische Entwicklung der ersten Hälfte des 20. Jahrhunderts in Deutschland geben sollte.
Von 1965 bis 1982 war er Präsident der Akademie der Künste der DDR. Hierfür hatte er sich auch als linientreuer Verfechter des SED-Parteiregimes qualifiziert. Um ihn lange im Amt zu halten, wurden die Statuten der Akademie geändert, die nur eine einmalige Wiederwahl vorsahen. Wolf unterstützte die Ausbürgerung Wolf Biermanns, während über 100 Kulturschaffende der DDR eine Protestnote gegen die Ausbürgerung unterschrieben. Biermann gehe „einen anderen politischen Weg“, er bediene die Konterrevolution. Wolf hat aber auch einzelne Künstler im Rahmen seiner Möglichkeiten bei ihrer Auseinandersetzung mit dem Regime unterstützt.
Konrad Wolf war in erster Ehe von 1955 bis 1960 mit der Kostümbildnerin Annegret Reuter, in zweiter Ehe von 1960 bis 1978 mit der Schauspielerin Christel Bodenstein verheiratet. Aus dieser Beziehung stammt sein 1961 geborener Sohn Mirko, ein als Trickfilmzeichner ausgebildeter Animator und Illustrator. Die Brüder Konrad und Markus Wolf haben mehrere Halbgeschwister aus Beziehungen ihres Vaters mit verschiedenen Frauen, darunter den Physiker Thomas Naumann.
Konrad Wolf starb im Alter von 56 Jahren in Berlin an den Folgen von Krebs. Seine Urne wurde am 12. März 1982 in einem Staatsbegräbnis in der Grabanlage Pergolenweg des Zentralfriedhofs Friedrichsfelde in Berlin-Lichtenberg beigesetzt. Sein umfangreicher schriftlicher Nachlass befindet sich im Archiv der Akademie der Künste in Berlin.

## Darstellung Wolfs in der bildenden Kunst der DDR
- Walter Arnold: Porträtskizze Konrad Wolf (1966, Bleistift)[8]

## Filmografie
- 1936: Kämpfer (Darsteller)
- 1955: Einmal ist keinmal
- 1956: Genesung
- 1957: Lissy
- 1958: Sonnensucher
- 1959: Sterne
- 1960: Leute mit Flügeln
- 1961: Professor Mamlock
- 1964: Der geteilte Himmel
- 1966: Der kleine Prinz
- 1966: Die Ermittlung (Theateraufzeichnung)
- 1968: Ich war neunzehn[9]
- 1971: Goya
- 1974: Der nackte Mann auf dem Sportplatz
- 1976: Mama, ich lebe
- 1979: Addio, piccola mia (Darsteller)
- 1980: Solo Sunny
- 1981/82: Busch singt (6-teiliger Dokumentarfilm, von anderen vollendet; Regisseure: Reiner Bredemeyer, Erwin Burkert, Ludwig Hoffmann, Peter Voigt, Konrad Wolf)

Einzelfolgen:
- Aurora – Morgenrot
- Nur auf die Minute kommt es an
- 1935 oder Das Fass der Pandora
- In Spanien
- Ein Toter auf Urlaub
- Und weil der Mensch ein Mensch ist

## Auszeichnungen

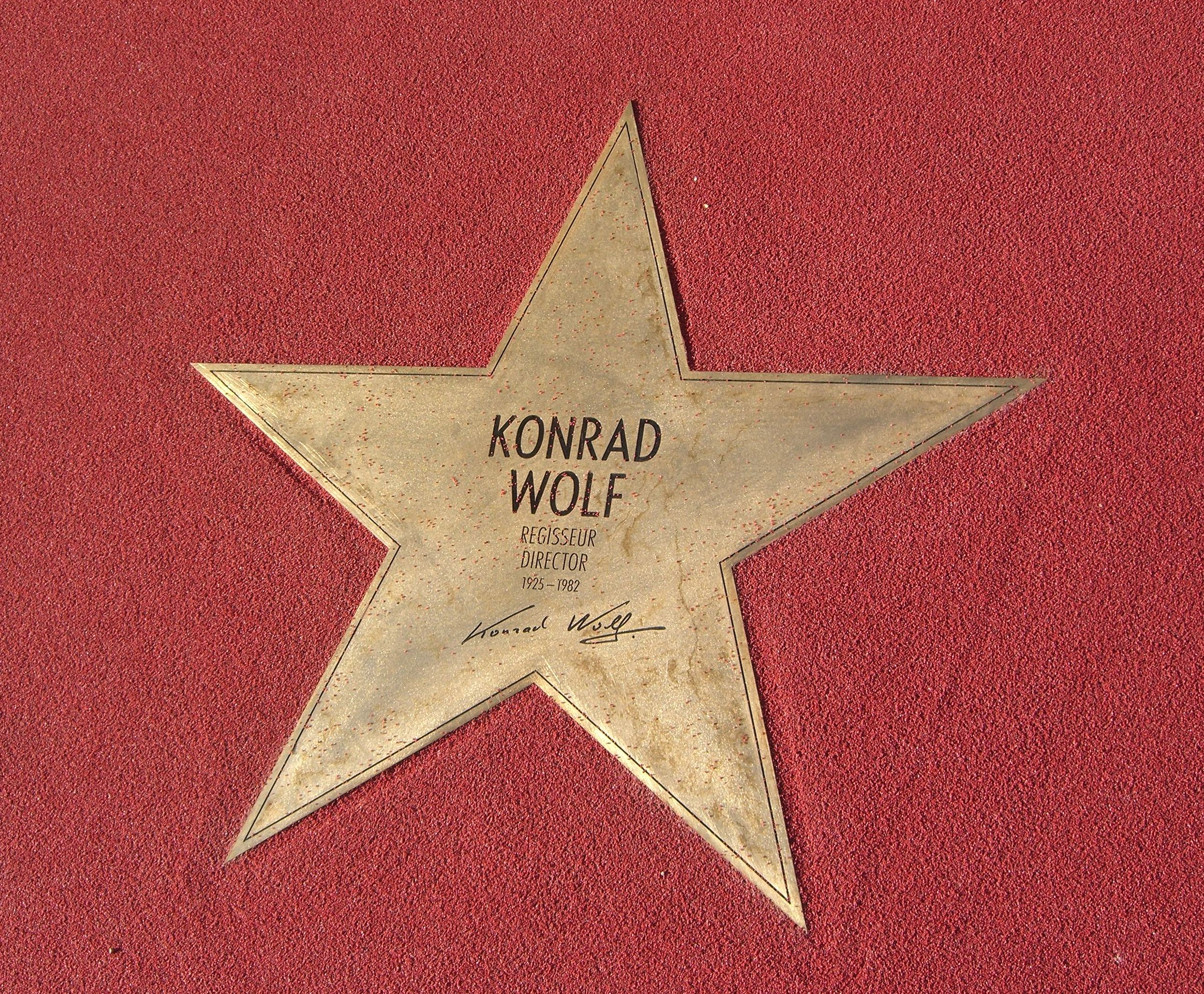
Stern von Konrad Wolf auf dem Boulevard der Stars in Berlin

- 1956: Bronzemedaille des Filmfestivals der Internationalen Messe Damaskus für Genesung
- 1957: Internationales Filmfestival Karlovy Vary: Hauptpreis für Lissy
- 1957: Internationales Filmfestival der Weltfestspiele der Jugend und Studenten in Moskau: Bronzemedaille für Lissy
- 1959: Internationale Filmfestspiele von Cannes 1959: Sonderpreis der Jury für Sterne
- 1959: Nationalpreis der DDR II. Klasse für Sterne mit Werner Bergmann
- 1961: Internationales Filmfestival von Neu-Delhi: Silberne Lotusblume für Professor Mamlock
- 1961: Internationales Filmfestival Moskau: Goldmedaille für Professor Mamlock
- 1965: Erich-Weinert-Medaille für Der geteilte Himmel mit Eberhard Esche
- 1965: Vaterländischer Verdienstorden in Silber
- 1968: Nationalpreis der DDR I. Klasse für Ich war neunzehn mit Werner Bergmann und Wolfgang Kohlhaase
- 1969: Johannes-R.-Becher-Medaille in Gold
- 1971: Nationalpreis der DDR I. Klasse für Goya im Kollektiv
- 1971: Kunstpreis der DDR für Goya im Kollektiv
- 1971: Internationales Filmfestival Moskau: Spezialpreis der Jury für Goya
- 1974: Karl-Marx-Orden
- 1975: Kunstpreis der Gesellschaft für Deutsch-Sowjetische Freundschaft für Sonnensucher und Ich war neunzehn
- 1977: Kunstpreis des FDGB für Mama ich lebe
- 1977: Internationales Filmfestival des neorealistischen Films Avellino: Silbermedaille für Mama ich lebe
- 1979: Nationalpreis der DDR I. Klasse für Kunst und Literatur für langjähriges beispielhaftes filmkünstlerisches und kulturpolitisches Wirken
- 1980: 1. Nationales Spielfilmfestival der DDR: Regie-Preis für Solo Sunny
- 1980: Internationale Filmfestspiele Berlin: FIPRESCI-Preis für Solo Sunny
- 2010: Stern auf dem Boulevard der Stars in Berlin

Konrad Wolf ist Ehrenbürger der Stadt Bernau bei Berlin. Seit 1985 sind die Hochschule für Film und Fernsehen Potsdam (heute die Filmuniversität Babelsberg Konrad Wolf) und eine Straße im Berliner Bezirk Lichtenberg sowie eine Straße in Potsdam-Drewitz nach ihm benannt. Nach ihm ist der Konrad-Wolf-Preis benannt.

## Publikationen
- Aus dem Kriegstagebuch des Siebzehnjährigen. Übersetzt von Jürgen Schlenker. In: Sinn und Form 5/1982, S. 929–932 (editorische Notiz: "Die Kriegstagebücher, vom 18. März 1943 bis zum 18. April 1945 in russischer Sprache geführt, befinden sich im Konrad-Wolf-Archiv der Akademie; unser Auszug ist eine Erstveröffentlichung.")
- Gespräch  mit Konrad Wolf und Wolfgang Kohlhaase. In: Sinn und Form 5/1982, S. 953–963. (editorische Notiz: "Das folgende Gespräch wurde von Günter Netzeband im Juli 1967 in Berlin geführt, als die Dreharbeiten zu dem Film Ich war 19 gerade angefangen hatten. In acht Monaten (Februar bis September 1968) sahen ihn zweieinhalb Millionen Besucher (in 15.141 Vorstellungen) in der DDR.")
- Konrad Wolf im Dialog. Künste und Politik. Hg. Dieter Heinze. Dietz, Berlin 1985.
- Direkt in Kopf und Herz. Aufzeichnungen, Reden, Interviews. Von bzw. mit K. W. Henschel. Berlin 1989, ISBN 3-362-00415-6.
- Begegnungen mit Regisseuren: Kurt Maetzig, Günter Reisch, Joachim Hasler, Konrad Wolf. Henschel, Berlin 1974 (K. W. = S. 129–186).
- Aber ich sah ja selbst, das war der Krieg: Kriegstagebuch und Briefe 1942–1945. Edition Die Möwe, Berlin 2015, ISBN 978-3-00-050547-8.